# コールドハーバーの戦い
コールドハーバーの戦い（コールドハーバーのたたかい、英:Battle of Cold Harbor）は、南北戦争の中盤1864年5月31日から6月12日に行われた、北軍ユリシーズ・グラント中将が、南軍ロバート・E・リー将軍の北バージニア軍に対して起ち上げたオーバーランド方面作戦の最後の戦いである。この戦いはアメリカ史の中でも流血が多く、一方的な結果となったことで記憶されている。南軍の防御を施した部隊に対し北軍が絶望的な正面攻撃を敢行して、数千の兵士が倒れた。グラントはその自叙伝の中でこの戦闘のことを「私は常に、コールドハーバーでの最後の攻撃が行われたことを後悔してきた。同じような攻撃が1863年5月22日にビックスバーグでも行われたと言うことが出来る。コールドハーバーでは、我々の受けた大きな損失を償えるようなものは何も得られなかった。」と述懐した。

## 戦場
この戦闘は1862年の七日間の戦いの中でゲインズミルの戦いと同じバージニア州中部で戦われた。実際に1862年の戦闘を第一次コールドハーバーの戦い、1864年のこの戦闘を第二次コールドハーバーの戦いと呼ぶ史料もある。北軍兵は塹壕に入っている間、最初の戦闘の名残を見付けることを妨げられた。コールドハーバーはその名前とは異なり港湾市ではない。この地域に存在した宿泊所（アイザック・バーネット家が所有するコールドハーバー酒場）の名前を取った交差点のことであり、避難所（ハーバーの別義）であったが温かい食事は出さなかった。古いコールドハーバー酒場はゲインズミルの2マイル (3 km)東に建っており、新しいコールドハーバー酒場は1マイル (1.6 km)南東だった。2つの酒場共、アメリカ連合国の首都リッチモンドからは北東に約10マイル (16 km)の位置にあった。

## 背景と対戦した戦力

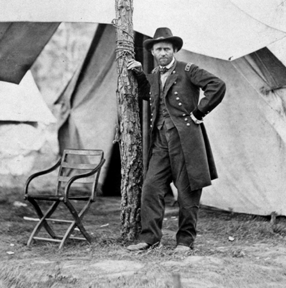
コールドハーバーでのユリシーズ・グラント将軍、写真はマシュー・ブレイディが1864年に撮影

グラントのオーバーランド方面作戦は1864年5月4日以降進行中だった。荒野の戦いやスポットシルバニア・コートハウスの戦いは流血が多かったが引き分けに終わった。ノースアンナの戦いはリーが罠を仕掛け、グラントは何とかそれを避けられた。これらの大きな戦いの後で、グラントはポトマック軍（正規にはジョージ・ミード少将の指揮下にあったが、グラントが直接監督していた）をリー軍の右側面に回し、南東に動いた。北軍がパマンキー川を渉ると、リーはグラント軍の配置と意図を読もうとして、ホーズショップ、トトポトミー・クリーク（ベセスダ教会）およびオールドチャーチで3つの小さな戦闘が起こった（歴史家の中にはこれら3つの戦闘を大きなコールドハーバーの戦いの一部として分類する者がいる）。オールドチャーチの戦いから、リーは北軍の騎兵隊が古いコールドハーバー酒場の交差点を狙っていると判断した。そこからはリッチモンドとリー軍の後方地域へのアクセスが容易な道路網が出ていた。
リーは、バミューダ・ハンドレッドからグラント軍の方向に援軍が向かっているという報告を受けた。この援軍はウィリアム・F・"ボールディ"・スミス少将の第18軍団16,000名であり、グラントの要請によって、ベンジャミン・フランクリン・バトラー少将のジェームズ軍から引き抜かれていた。この軍団はジェームズ川を下ってからヨーク川を遡り、パマンキー川に至った。もしスミス隊がホワイトハウス・ランディングから古いコールドハーバー酒場まで真西に動けば、ベセスダ教会の3マイル (5 km)南東のグラント軍左翼に付き、北軍の前線が南に大きく延びて南軍の右翼に対処できることになるはずだった。
リーは自軍にも援軍を宛てに出来た。アメリカ連合国大統領ジェファーソン・デイヴィスがP・G・T・ボーリガード将軍に指示して、ジェームズ川下流からロバート・F・ホーク少将の師団7,000名を派遣させた。リーは、これら追加部隊を得て、この方面作戦のこの時点までに受けた損失20,000名に入れ替えることによって、北バージニア軍は59,000名となり、ミードとグラントの108,000名と対抗することになった。しかしこの勢力の格差は依然あった程のものではなかった。グラント軍の援軍は多くがワシントンD.C.の守備隊から引き抜いた徴兵間もない新兵やかなりの数の砲兵隊であり、歩兵戦術については比較的経験が足りなかったのに対し、リー軍は活動していない前線から移動させた古参兵が多く、その兵士達は厚く防御が施された塹壕に入ることになっていた。

## 戦闘

### 5月31日
オールドチャーチで戦った騎兵隊同士は5月31日も対峙し続けた。リーはマシュー・バトラー准将の騎兵隊を補強するためにフィッツヒュー・リー少将の1個騎兵師団を派遣し、古いコールドハーバー酒場の交差点を確保させた。北軍アルフレッド・T・A・トーバート准将が南軍への圧力を増すと、リーはリチャード・H・アンダーソン少将の第1軍団にトトポトモイクリークから右に動き騎兵隊を支援するように命じた。ホーク師団の先導旅団が交差点に到着しバトラーとフィッツヒュー・リーの部隊に合流した。しかし、午後4時、トーバート隊とデイビッド・グレッグ騎兵師団配下の部隊が南軍を古いコールドハーバー酒場の交差点から追い出し、塹壕を掘り始めた。ホークやアンダーソンの部隊がさらに殺到するようになったので、北軍の騎兵指揮官フィリップ・シェリダン少将は心配になり、トーバートにオールドチャーチまで後退を命じた。
グラントは引き続き古いコールドハーバー酒場の交差点に興味を持ち、ホレイショ・ライト少将の第6軍団にトトポトモイクリークにあった右翼から交差点方向に移動するよう命じた。またシェリダンには「何がなんでも」交差点を確保するよう命じた。トーバートは午前1時に戻り、南軍がトーバートの後退に気付いていなかったことが分かってほっとした。

### 6月1日
リーの6月1日の作戦は古いコールドハーバー酒場の交差点にいる北軍の小さな騎兵隊に対して新しく集中させた歩兵隊を使うことだった。しかし、その部下達は正しく歩調を合わせなかった。アンダーソンはその攻撃作戦でホークの師団と一体化せず、北軍の守備隊も統制が取れていなかったので、その大軍団の攻撃がうまく行くまでホーク師団は攻撃しないという理解をさせたままだった。ライトの第6軍団は夜半過ぎまで動き出さず、15マイル (24 km)の行軍中だった。スミスの第18軍団は誤って数マイル離れたパマンキー川沿いのニューキャッスルフェリーに派遣されており、トーバート隊を支援するために古いコールドハーバー酒場に到着した時は間に合わなかった。

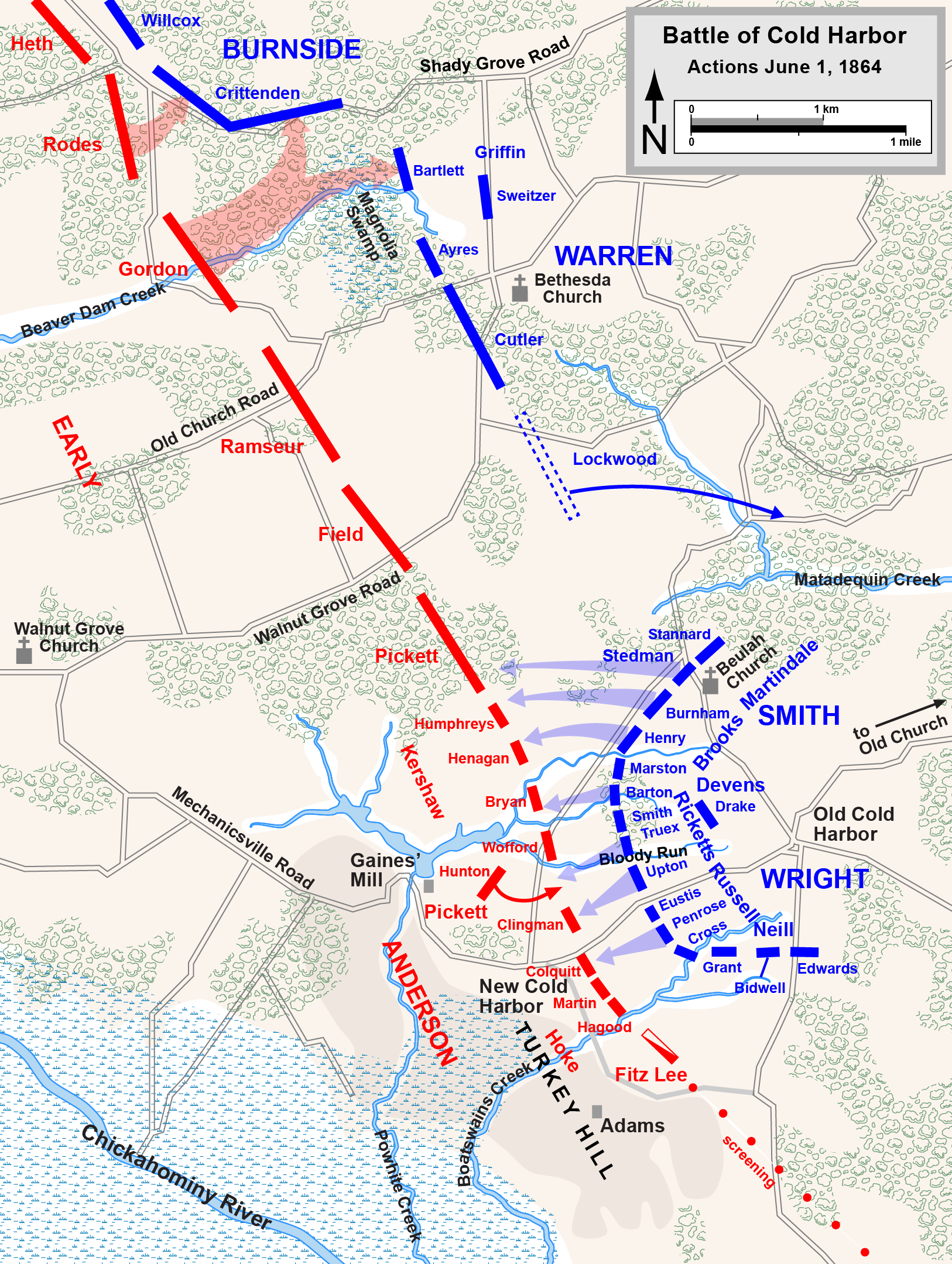
コールドハーバーの戦い、6月1日
南軍
北軍

アンダーソンは以前古参のジョセフ・B・カーショー准将が率いていた旅団で攻撃を始めたが、その旅団はこの時経験の足りないサウスカロライナ州の政治家ローレンス・M・キートが指揮していた。キート隊は塹壕に入った北軍ウェズリー・メリット准将の騎兵隊に接近した。メリット隊は7連発スペンサー・カービン銃で武装しており、激しい銃火を浴びせてキートに致命傷を負わせ、その旅団の結束力を破壊した。ホークは自分に与えられたと理解する命令に従っており、攻撃には参加していなかったが、アンダーソンが直ぐに呼び戻した。
午前9時までに、ライトの先導部隊が交差点に到着し、騎兵隊が始めていた塹壕の延伸と改良を始めた。グラントはライトに即刻攻撃させるつもりだったが、その部隊は長い行軍で疲れており、敵軍の強度について情報が無かった。ライトはスミス隊が到着するまで待つことにし、スミス隊は午後に到着した。スミスの第18軍団は第6軍団の右に塹壕を掘り始めた。北軍の騎兵隊は東に退いた。
午後6時半、グラントが朝にと命じていた攻撃がやっと始まった。ライトとスミスの両軍団が前進した。ライト隊は新しいコールドハーバー酒場と古い酒場とを結ぶメカニクスビル道路の南でほとんど進めず、激しい砲火にあって後ずさりした。道の北では、デイビッド・A・ラッセル准将師団のエモリー・アプトン准将旅団も南軍トマス・L・クリングマン准将旅団からの激しい砲火に遭い、「一面の炎が、雷のように突然、血のように赤く、兵士達の顔に焦げ後を残すかと見えるほど近くにきた。」アプトンは兵士達に前進を鼓舞したが、その旅団は出発点に戻されてしまった。
アプトンの右手では、ウィリアム・S・トルー大佐の旅団が、湿地で灌木の多い谷間の向こうに、クリングマンとウィリアム・T・ウォフォード准将旅団との間で南軍前線の隙間を見付けた。トルー隊がこの隙間に突撃すると、クリングマンが2個連隊を振って向かわせ、アンダーソンはその軍団予備隊からエッパ・ハントン准将の旅団を送った。トルー隊は3方から囲まれるようになり後退を強いられたが、ジョージア兵数百名を捕虜にして連れてきた。
暗くなるまでに、戦闘は凋んでいった。北軍は2,200名の損失を出したにも拘わらず、750名の捕虜を得た他は大した進展も無かった。アプトンやミードを含め将軍達数人は適当な偵察も無しに攻撃を命じたグラントのことで激怒した。

### 6月2日
6月1日の攻撃は不成功だったが、ミードは6月2日早くに適切な場所に十分な兵力を集中できれば、攻撃は成功すると考えた。ミードとグラントはリー軍の右翼側面を攻撃することにした。アンダーソン隊は6月1日に激しく戦闘を行っており、そこそこの防御を構築する時間が無かったように思われた。もし攻撃が成功すれば、リー軍の右翼はチカホミニー川まで押し込まれることだろう。ミードはウィンフィールド・スコット・ハンコック少将の第2軍団にトトポトモイクリークから南東に移動しライトの第6軍団左に陣を占めるよう命じた。ハンコック軍団がその陣地を占めれば、ミードが古いコールドハーバー酒場の交差点の左翼から3個軍団総計31,000名で攻撃を始めることとした。すなわちハンコックの第2軍団、ライトの第6軍団およびボールディ・スミスの第18軍団だった。また、リーはその右翼を強化するために左翼から部隊を動かすものと確信し、ウォーレンとバーンサイドの軍団に「万難を排して」朝にリー軍の左翼に攻撃を掛けるよう命令した。
ハンコック軍団はほとんど夜通し行軍し、直ぐに朝から攻撃を掛けるには疲れすぎていた。グラントは兵士を休ませることに同意し攻撃を午後5時まで延期したが、その後さらに6月3日の午前4時半まで再度延期した。しかし、グラントとミードは具体的な攻撃命令を出さず、南軍の何処を撃つか、軍団同士でどのように協調するかは軍団指揮官の判断に任せた。さらにはどの上級指揮官も敵軍の配置を偵察しなかった。ボールディ・スミスは彼が「全く軍事作戦の入っていないことが分かったそのような命令を受け取ったときに愕然とした」と記した。スミスはその参謀に全体攻撃は「単純に私の最良の部隊を殺す命令だ」と告げた。
リーは北軍の攻撃が遅れた時間を利用して防御を増強した。ハンコック軍団がトトポトモイクリークを出発した時、ジョン・ブレッキンリッジ少将の師団を最右翼に移すことができ、ブレッキンリッジ師団は再びハンコック軍団と対峙することになった。ブレッキンリッジは戦場の南部を見下ろすターキーヒルから北軍の小部隊を駆逐した。リーはブレッキンリッジ師団を支援させるために、A・P・ヒル中将の軍団とウィリアム・マホーンおよびカドマス・M・ウィルコックス各准将の師団も移動させ、フィッツヒュー・リー騎兵隊は全軍の右翼側面を守るよう陣取らせた。その結果左側面はトトポトモイクリークに接し、右側面はチカホミニー川に当てて側面攻撃を不可能にし、低い尾根に沿って全長7マイル (11 km)の曲線を描く前線ができた。
リーの工兵隊はその時間を有効に使い、「この戦争でそれまで見たことも無いほど巧妙な防衛配置」を造り上げた。土と木材を使った障壁が建てられた。砲台は如何なる接近路にも砲火を集中できるよう配置され、砲手の照準の正確さを上げるために杭で地面に固定された。ある新聞特派員は、その工作が「入り組んでいて、前線の中にジグザグの線があり、側面の前線を守る前線があり、敵の前線を縦射できる前線があった。...工作の中の迷路と迷宮のようだった」と書いた。厚くされた散兵線があり、北軍が南軍塹壕線の強度や正確な配置を特定することを不可能にしていた。
北軍兵はその目標とするものの詳細を知ることはなかったが、スポットシルバニア・コートハウスの戦いを戦い抜いてきた者達にとって、その朝向かっていくものについて疑いは無いように見えた。多くの者は名前を書いた紙を制服の内側にピン止めし、遺体が識別できるように考えた。戦闘後血しぶきを浴びた日記帳が北軍兵から見つかり、最後の記述は「1864年6月3日、コールドハーバー、私は殺された」となっていた。
戦場の北のはずれでは、北軍のガバヌーア・ウォーレン少将の第5軍団がベセスダ教会近くでアンブローズ・バーンサイド少将の第9軍団と合流していた。南軍左翼のジュバル・アーリー中将の軍団が前進しウォーレン軍団の散兵を何人か捕虜にした。夜を通して軽い交戦が続いたが、その後の主会戦には影響しなかった。ある時点でバーンサイドはサンディグラブ道路に沿ったアーリー軍団の防御のない側面を攻撃するよう忠告を受けたが、バーンサイドは躊躇した。

### 6月3日

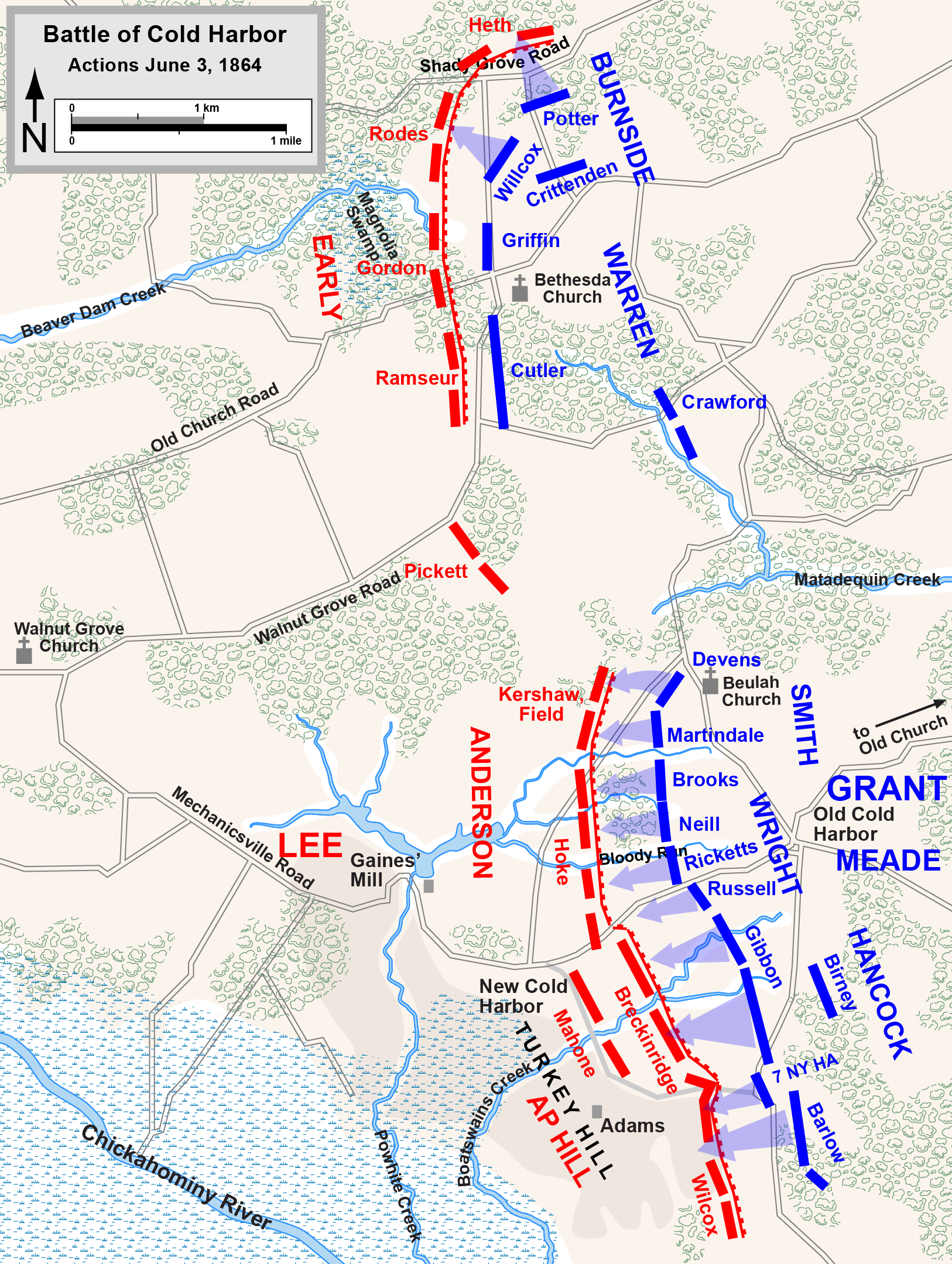
コールドハーバーの戦い、6月3日

6月3日午前4時半、北軍の3個軍団が厚い霧を縫って前進を始めた。直ぐに南軍前線からの激しい砲火が襲い大きな損失を出させたうえに、生き残った者もその場に釘付けになった。前線の様々な場所で結果は異なっていたが、北軍の前進全体が撃退されて、1862年のフレデリックスバーグの戦いにおけるメアリーズハイツ以来となるほとんど一方的な北軍の敗北となった。
北軍左翼でこの日の最も実効を上げたのは、ハンコック軍団がブレッキンリッジの前線を突破し、白兵戦の中で南軍兵を塹壕から排除したことだった。数百名を捕虜に取り、大砲を4門捕獲した。しかし、近くにあった南軍の砲台からその塹壕に砲撃が行われ、そこは北軍にとって死の罠となった。ブレッキンリッジの予備隊がフランシス・C・バーロー准将師団の部隊に反撃し撃退した。ハンコック軍団の他の進行師団であるジョン・ギボン師団は、湿気の多い地盤で混乱して南軍の激しい砲火の下を進めず、2個旅団（ピーター・A・ポーターとH・ボイド・マッキーン両大佐の旅団）が失われた。ギボン師団の一人は偵察の欠如についてこぼしており、「我々はそれが殺人であり戦争では無いと感じた。言い換えればまさに重大な誤りが行われた」と記した。
中央ではライトの軍団が激しい砲火によって動けなくなり、それ以上前進しようとはしなかった。やはり大きな損失を出した6月1日の攻撃の繰り返しだった。いつもなら攻撃的なエメリー・アプトンまでが、その師団がこれ以上進むことは「不可能」と感じた。この地域の南軍防衛隊は、自分達の陣地に重大な攻撃が行われていると認識していなかった。
北軍の右翼では、スミスの部隊が不利な地形の中を進み、2つの谷間に入り込んだ。この部隊が南軍の正面に出てきたとき、ライフル銃と大砲の銃砲火で薙ぎ倒された。ある北軍士官は「兵士は前進するにつれて前屈みになり、あたかも大暴風雨の中を進んでいるようであり、兵士の列が次から次に押し倒されていくブロックか煉瓦の列のように倒れた。」と記した。ある南軍兵はダブルキャニスター砲の虐殺を「恐ろしく血塗られた仕事」と表現した。スミス軍団に対する砲火は、右隣のウォーレン第5軍団が前進を躊躇しており、南軍の砲手がウォーレン軍団に向けていたものをスミス軍団に集中させたので、予想以上に激しいものになった。
戦場の北端での唯一の行動はジュバルー・アーリー軍と向き合っていたバーンサイドの第9軍団によるものだった。バーンサイドは強力な攻撃を始めさせたので、南軍の散兵を圧倒したが、最初の工作線を通ってしまったと勘違いし、午後に予定していた次の前線に動く前にその軍団を停止させ部隊編成をやり直した。
午前7時、グラントはミードに攻撃の成功した所に活発に付け込むよう忠告した。ミードは3個軍団の指揮官達それぞれに隣の軍団の動きに注意を払うことなく同時に攻撃するよう命じた。しかし、それがすべてだった。ハンコックは前進に反対する忠告をした。スミスは攻撃の繰り返しを「過剰な人命の浪費」と呼んで再度の前進を拒否した。ライトの部隊はそのライフル銃火を増したが、その場所を動かなかった。12時半までに、グラントは自軍の敗北を認めた。グラントはミードに宛てたメモで「軍団指揮官達の意見は攻撃が命令されても成功の見込が少ないと言っている。貴方は当座これ以上の前進を中止する指示を出して良い。」と記した。北軍兵は南軍の前線の前で釘付けになっており、コップや銃剣を使って塹壕を掘り始めた。時には即興の土盛りの一部として死んだ戦友の体を使った。
ミードは不可解にも翌日、自分が攻撃を指揮したことを自慢した。しかし、その功績はお粗末だった。軍団指揮官は戦場を検査するようにというグラントからの命令があったにも拘わらず、その偵察は手ぬるく、ミードは戦闘前もその最中にも適切に監督できていなかった。自軍の第2軍団全軍と第18及び第9軍団の一部約20,000名についてのみ動機付け出来たが、成功に導くために必要と分かっていた兵力を集中出来なかった。その部隊は連携のまずさもあって大きな代償を払った。その朝の損失の推計値は北軍側で3,000名ないし7,000名であり、南軍側は1,500名に届かなかった。

### 6月4日-12日

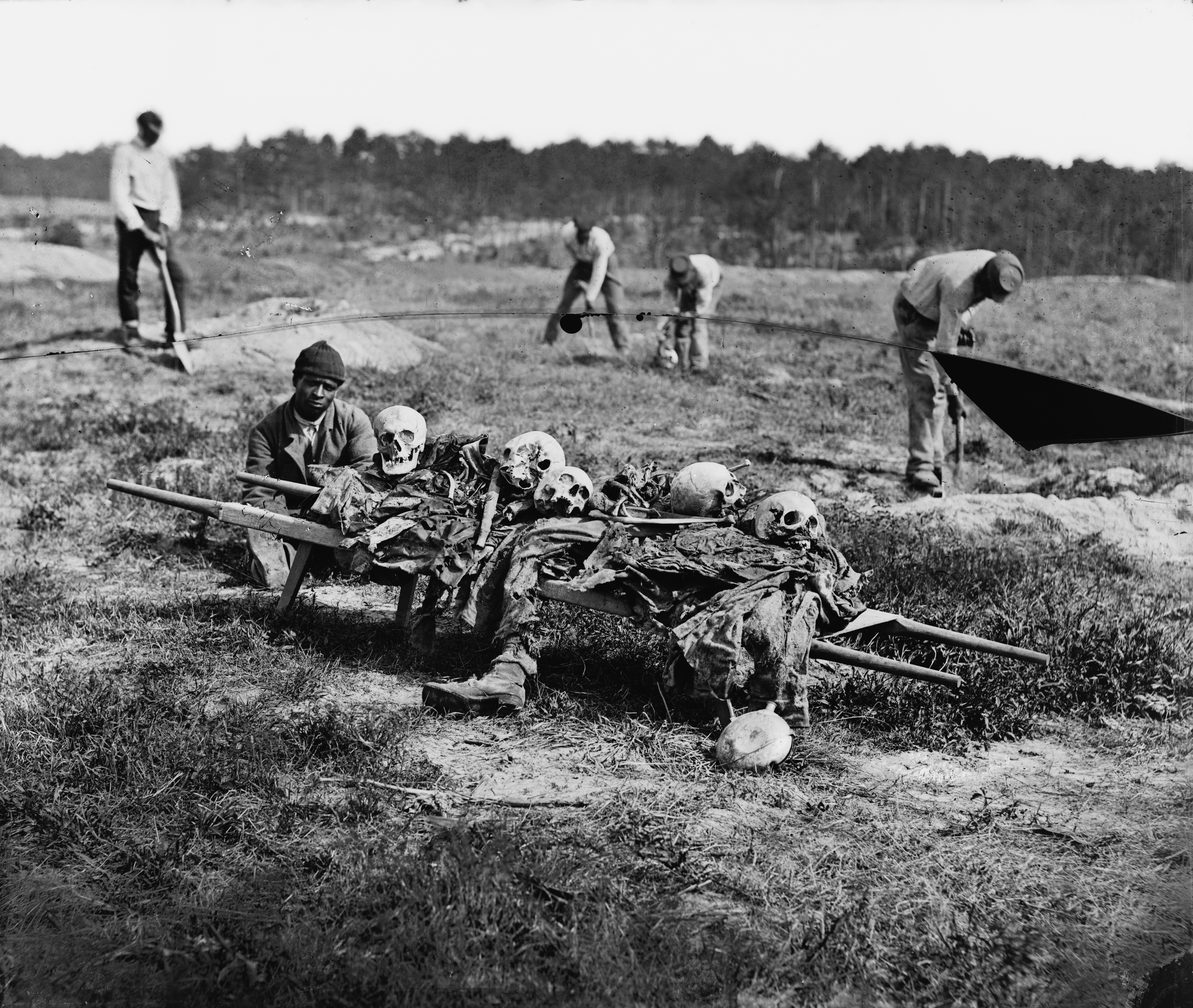
戦闘後の埋葬部隊、1865年撮影

グラントとミードはコールドハーバーでそれ以上南軍に攻撃を仕掛けなかった。グラントはワシントンに電報を打ち、「決定的な有利は得られなかった」ことと、その「損失は大変ではない」と伝えたが、後にその兵士達を戦場に送ったことを終生後悔したと告げた。対戦する両軍は9日間の塹壕戦で睨み合いを続け、ある場所では数ヤードしか離れていなかった。狙撃手が継続的に動き、多くを殺した。北軍砲兵隊は8門の迫撃砲で南軍に対する砲撃を行った。南軍は北軍陣地に対し24ポンド榴弾砲や弧を描く砲弾を撃ち込んで応じた。もはや大規模の攻撃は無かったが、この戦闘全体の損失は6月3日単日の数字の倍ほどになった。
塹壕は暑く、埃っぽく、惨めなものだったが、前線の間の方がもっと悪かった。数千の負傷した北軍兵が食料や水あるいは医療介護もなく苦しんでいた。グラントは負傷兵を引き取るために正式の休戦を求めることが戦闘での敗北を認めたことになるために躊躇した。グラントとリーは6月5日から7日に文書を行き交いさせたが合意には至らず、グラントが正式に2時間の休戦を求めたとき、不幸な負傷者の大半には遅すぎ、この時は膨れた死体になっていた。グラントはこの判断ミスについて北部の新聞から広く批判された。
6月4日、グラントはバーンサイド軍団をマタデクィンクリークの背後に動かして予備隊とし、ウォーレン軍団はスミス軍団と連携するように左方に動かし、その前線を約3マイル (5 km)まで短くすることで引き締めた。6月6日、アーリーがバーンサイドの新しい陣地を探ったが、通行できない湿地のために前進できなかった。
グラントはこの方面作戦で今一度、リー軍に対して手詰まりであり、追加攻撃は答えでないことを認識した。先へ進むために3つの行動を計画した。1つめは、シェナンドー渓谷でデイビッド・ハンター少将が南軍に対して侵攻中であり、リー軍の補給を止めることでシェナンドー渓谷に援軍を派遣せざるを得ない状況にすることだった。2つめは、6月7日にシェリダンの指揮で騎兵隊（デイビッド・M・グレッグとウェズリー・メリット各准将の師団）を派遣し、シャーロッツビルの近くでバージニア中央鉄道を破壊することだった。3つめは、リー軍の前面から軍を退き、密かにジェームズ川を渉ることだった。リーは初めの2つの行動には期待通り反応した。コールドハーバーからブレッキンリッジの師団を引き抜き、ハンターの動きをかわすためにリンチバーグに派遣した（6月12日までにジュバル・アーリーを第2軍団の恒久的指揮官に任命してこれもシェナンドー渓谷に送った）。また3個師団ある騎兵隊のうち2個師団をシェリダン隊の追跡に送った。しかし、グラントがジェームズ川を渉るかもしれないと予測していたにも拘わらず、それが起こったときはびっくしりた。6月12日、ポトマック軍は遂に交戦状態を解き、南東に移動してジェームズ川を渉り、リッチモンドの南にある重要な鉄道の結節点、ピーターズバーグを脅かした。

## 戦闘の後
コールドハーバーの戦いは南北戦争でリー軍が得た最後の勝利であり（その軍の一部は翌月のピーターズバーグ包囲戦中、クレーターの戦いで勝利したが、これは両軍間の大きな会戦ではなかった）、その損失という点では最も決定的なものだった。北軍は無益な攻撃を仕掛け、12日間で10,000名ないし13,000名を失った。5月の初め以来北軍の損失合計は52,000名以上となり、リー軍の33,000名を大きく上回った。この損失は恐ろしい数字だが、グラントの巨大な軍隊はリー軍より小さな損失率でこの方面作戦を終わった。
コールドハーバーの戦いの損失については資料により推計値が異なる。下表は一般にある多くの史料からの要約である。
| 史料                               | 北軍  | 北軍  | 北軍           | 北軍               | 南軍 | 南軍  | 南軍           | 南軍   |
| 史料                               | 戦死  | 負傷  | 不明または捕虜 | 合計               | 戦死 | 負傷  | 不明または捕虜 | 合計   |
| ---------------------------------- | ----- | ----- | -------------- | ------------------ | ---- | ----- | -------------- | ------ |
| 国立公園局                         |       |       |                | 13,000             |      |       |                | 2,500  |
| Bonekemper, 勝利者（肉屋ではない） | 1,844 | 9,077 | 1,816          | 12,737             | 83   | 3,380 | 1,132          | 4,595  |
| Eicher, 最も長い夜                 |       |       |                | 12,000             |      |       |                | "数千" |
| Fox, 連隊の損失                    | 1,844 | 9,077 | 1,816          | 12,737             |      |       |                |        |
| Rhea, コールドハーバー             |       |       |                | 6,000 (6月3日のみ) |      |       |                | 1,500  |
| Smith, グラント                    | 1,769 | 6,752 | 1,537          | 10,058             |      |       |                |        |

何人かの著者（キャットン、エスポジット、フット、マクファーソン、スミス）は6月3日の主会戦における損失を推計し、北軍は約7,000名、南軍は1,500名ということで一致している。ゴードン・レアはグラントのオーバーランド方面作戦について現代の傑出した歴史家と考えられており、損失のリストを詳細に検討し、2002年の著書『コールドハーバー』で反論を出版した。6月3日朝の攻撃で北軍の戦死、負傷および不明を合わせて3,500名から4,000名に過ぎないとし、北軍全日では約6,000名、南軍は1,000名ないし1,500名とした。これは恐ろしい損失には違いないが、リー軍がアンティータムの戦い、チャンセラーズヴィルの戦いおよびピケットの突撃で蒙った損失よりも小さく、マルバーンヒルの戦いに匹敵するものである。
この戦闘は北部州で厭戦気分を高揚させた。グラントはそのまずい決断故に「不器用な肉屋」とまで呼ばれた。生き残った部隊の士気も下げさせた。しかし、この方面作戦はグラントの目的に貢献し、コールドハーバーでの攻撃が愚かだっただけに、リーが罠に嵌った。リーはピーターズバーグにむけてほとんどグラント軍を攻撃せず、戦争の残り期間（その最後の1週間を除いて）防御を施した塹壕線の背後でリッチモンドを守ることで過ごした。南部人はその状況が絶望的であると認識したが、リーの頑固な（そして流血の多い）抵抗でエイブラハム・リンカーンに対する政治的反動を生み、1864年の大統領選挙ではもっと平和を志す候補者に敗れることを期待した。しかし、9月のアトランタ占領によってそれらの望みは崩壊し、アメリカ連合国の終焉は時間の問題となった。

### コールドハーバー酒場
この戦闘中バーネットの酒場は北軍の病院として使われた。北軍兵はバーネット夫人が取って置いた水晶の皿を除いてあらゆる貴重品を持ち去った。

## 戦場の保存
2008年、南北戦争保存信託はコールドハーバー戦場跡をその最も危険に曝されている戦場跡10箇所のリストの中に入れた。リッチモンド地区の開発の波は大きく、かっては少なくとも7,500エーカー (30 km2)あった戦場跡も現在は約300エーカー (1.2 km2)が保存されているだけである。